# 薩克森-魏森費爾斯的索菲亞 (1684-1752)
薩克森-魏森費爾斯的索菲亞（德語：Sophia von Sachsen-Weißenfels，1684年8月2日—1752年5月6日），布蘭登堡-拜律特藩侯夫人，約翰·阿道夫一世與約翰娜·瑪格達列娜的女兒。

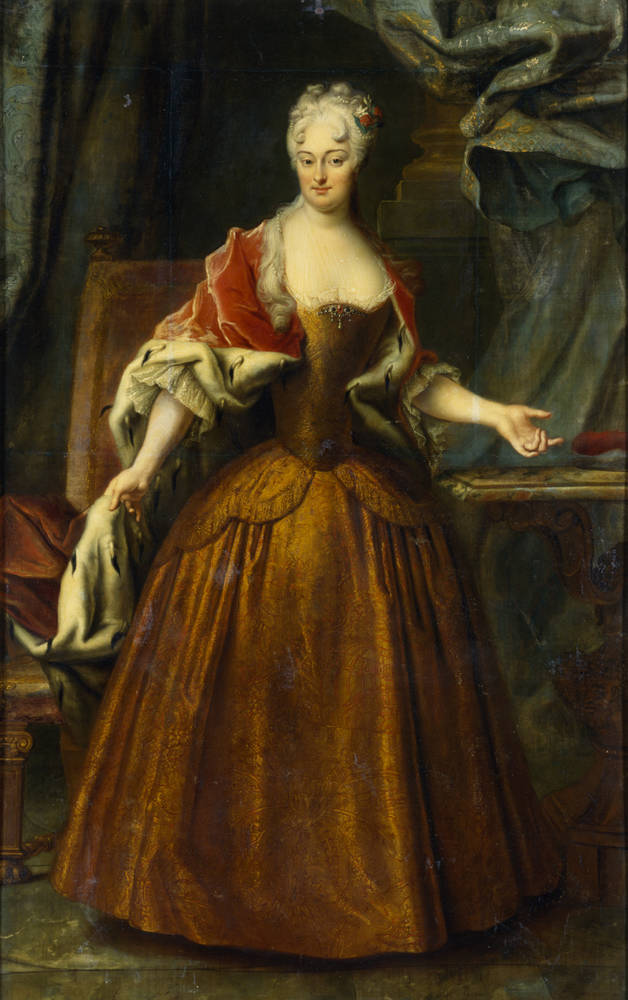
薩克森-魏森費爾斯的索菲亞

## 家庭
1699年，索菲亞和布蘭登堡-拜律特的格奧爾格·威廉結婚，兩人共有兩個女兒：
1. 克莉絲蒂安（1701年—1749年）
2. 埃伯哈爾汀（1706年—1709年），夭折